# ویلهلم فون اپل
ویلهلم فون آپل(به آلمانی: Wilhelm von Apell) (زاده ۱۶ ژانویه ۱۸۹۲ - مرگ ۷ مارس ۱۹۶۹) یک ژنرال آلمانی در دوره رایش سوم بود.
وی از ۲۵ سپتامبر ۱۹۴۱ تا ۷ اکتبر ۱۹۴۲ فرمانده لشکر ۲۲ زرهی آلمان نازی بود.